# Blåtjärnen (Lycksele socken, Lappland)
Blåtjärnen är en sjö i Lycksele kommun i Lappland och ingår i Umeälvens huvudavrinningsområde. Sjöns area är 0,03 kvadratkilometer och den är belägen 309 meter över havet.